# 松田一也
松田 一也（まつだ かずや、1957年5月9日 - ）は、日本の政治家、経産官僚。佐賀県基山町長（3期）。

## 来歴
佐賀県基山町出身。佐賀県立鳥栖高等学校、九州大学経済学部卒業。1981年4月、通商産業省に入庁。福岡通商産業局に配属される。
2003年（平成15年3月）、文部科学省に出向。九州大学大学院工学研究院助教授に就任。2014年（平成26年）4月、基山町副町長に就任。
2016年（平成28年）2月2日公示、2月7日執行の基山町長選挙に立候補し、無投票で初当選。2月20日、町長に就任。
2020年（令和2年）、前町議の久保山義明を破り再選。